# Sabena Air Terminus
De Sabena Air Terminus is een functionalistisch gebouw in de Belgische hoofdstad Brussel. Het is een ontwerp van Maxime Brunfaut. Het gebouw bevindt zich tussen de Kardinaal Mercierstraat, Putterij en Keizerinlaan.

## Geschiedenis
De werken aan het gebouw begonnen in 1952 en werden in 1954 afgerond. De voornaamste functie ervan was incheckhal voor de luchthaven van Zaventem. Het liet reizigers toe om hier in te checken. Via een ondergrondse verbinding konden ze naar het station Brussel-Centraal om daar de trein naar de luchthaven te nemen. Deze trein vertrok om het kwartier vanaf een eigen kopspoor (1A), gelegen tussen spoor 1 en 2, en deed zestien minuten over het traject. Daarnaast bevatte het gebouw kantoren voor de directie en administratie van luchtvaartmaatschappij Sabena.
In 1994 verliet Sabena het gebouw en volgde een renovatie. Momenteel wordt het als kantoorgebouw gebruikt. Onder de gebruikers bevinden zich Boston Consulting Group, Europabank en Isabel en de openbare vastgoedmaatschappij Brusselse Woning.

## Architectuur
Maxime Brunfaut koos voor een modernistische, functionalistische stijl. Het gebouw, dat boven op de Noord-Zuidverbinding werd opgetrokken, bestaat uit een betonskelet met een gevel in Portlandsteen en veel glas. De opvallendste elementen zijn de hoekrotonde op de hoek van de Keizerinlaan en de Kardinaal Mercierstraat en de ellipsvormige, beglaasde uitbouw aan de kant van het Centraal Station.

## Galerij

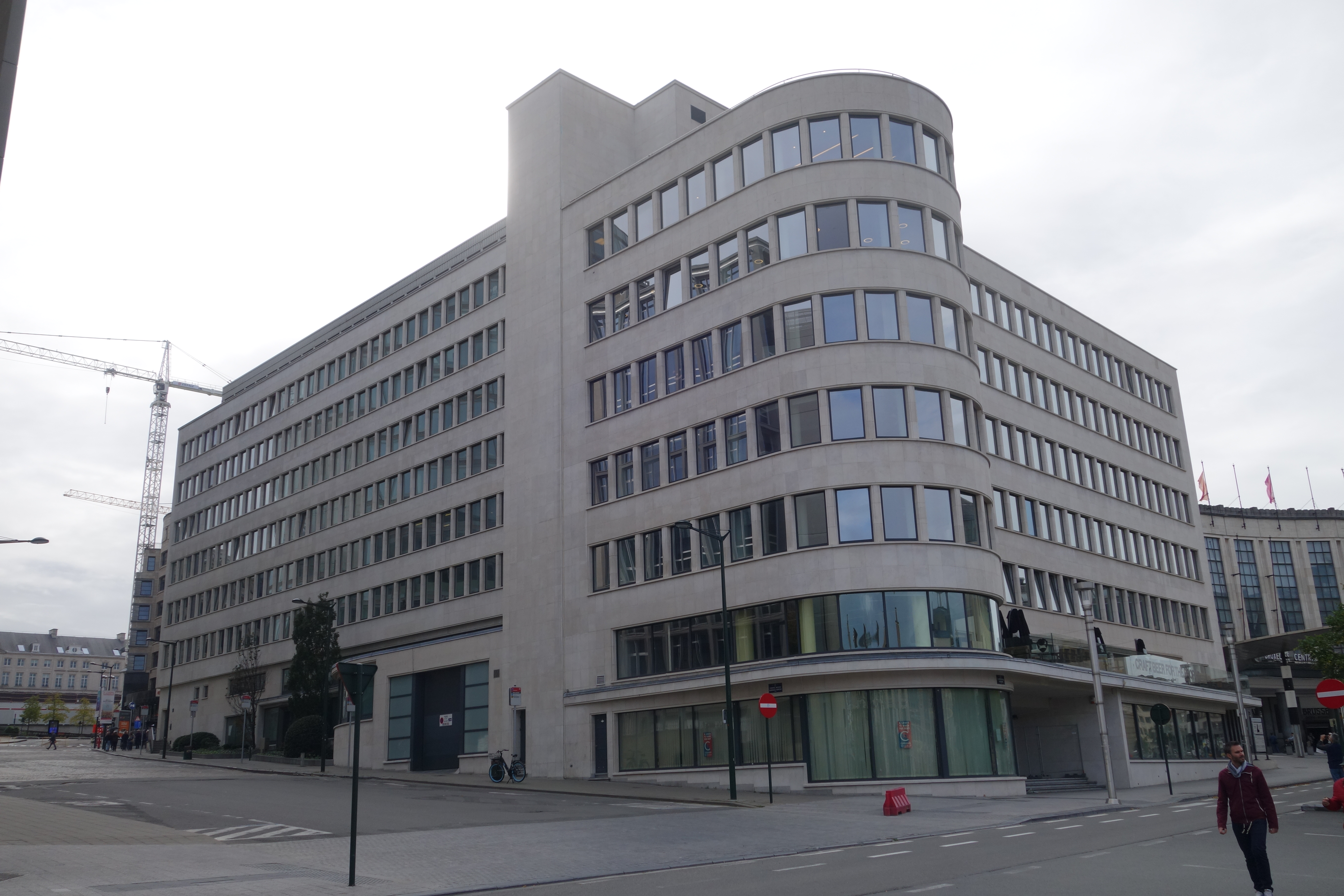
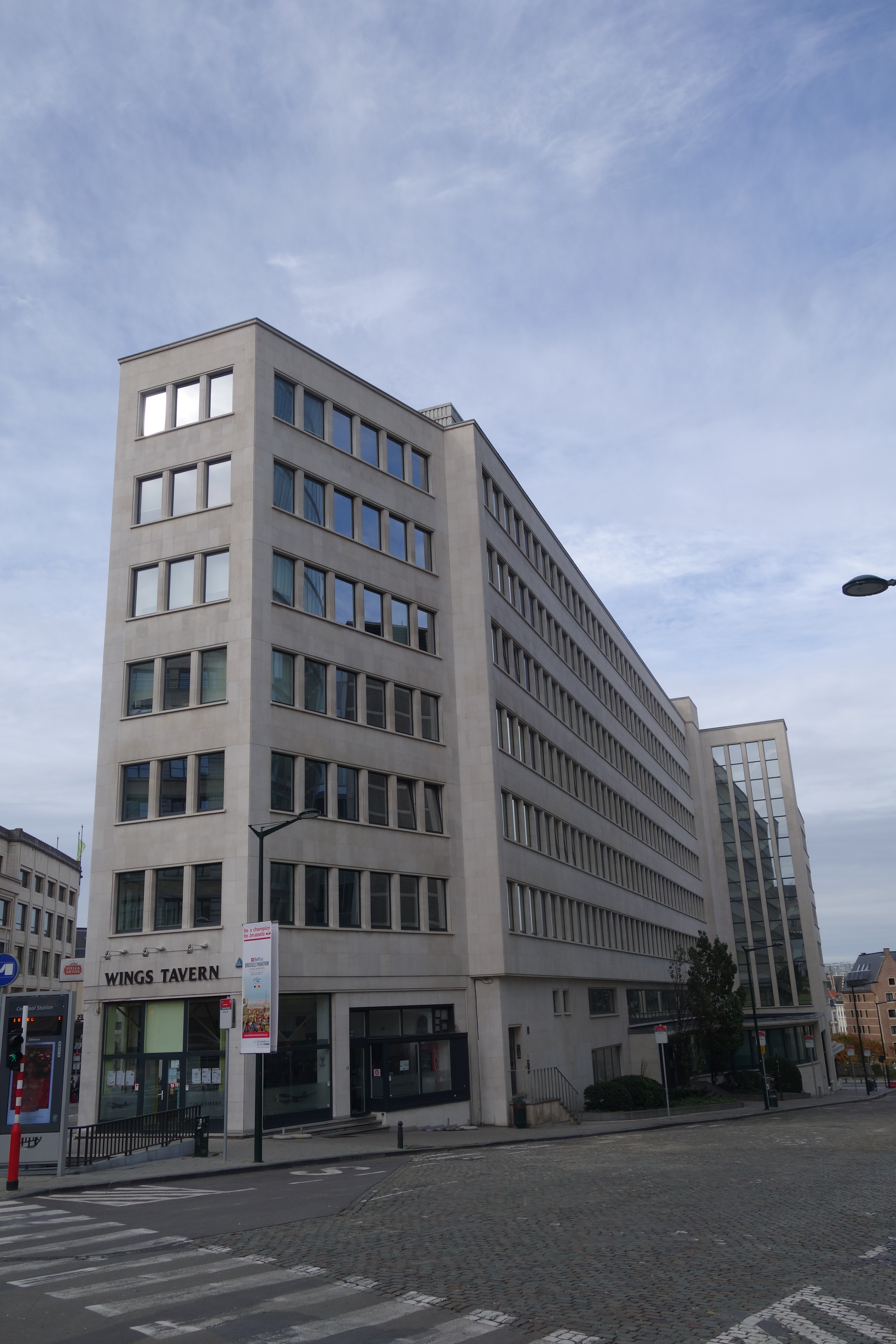
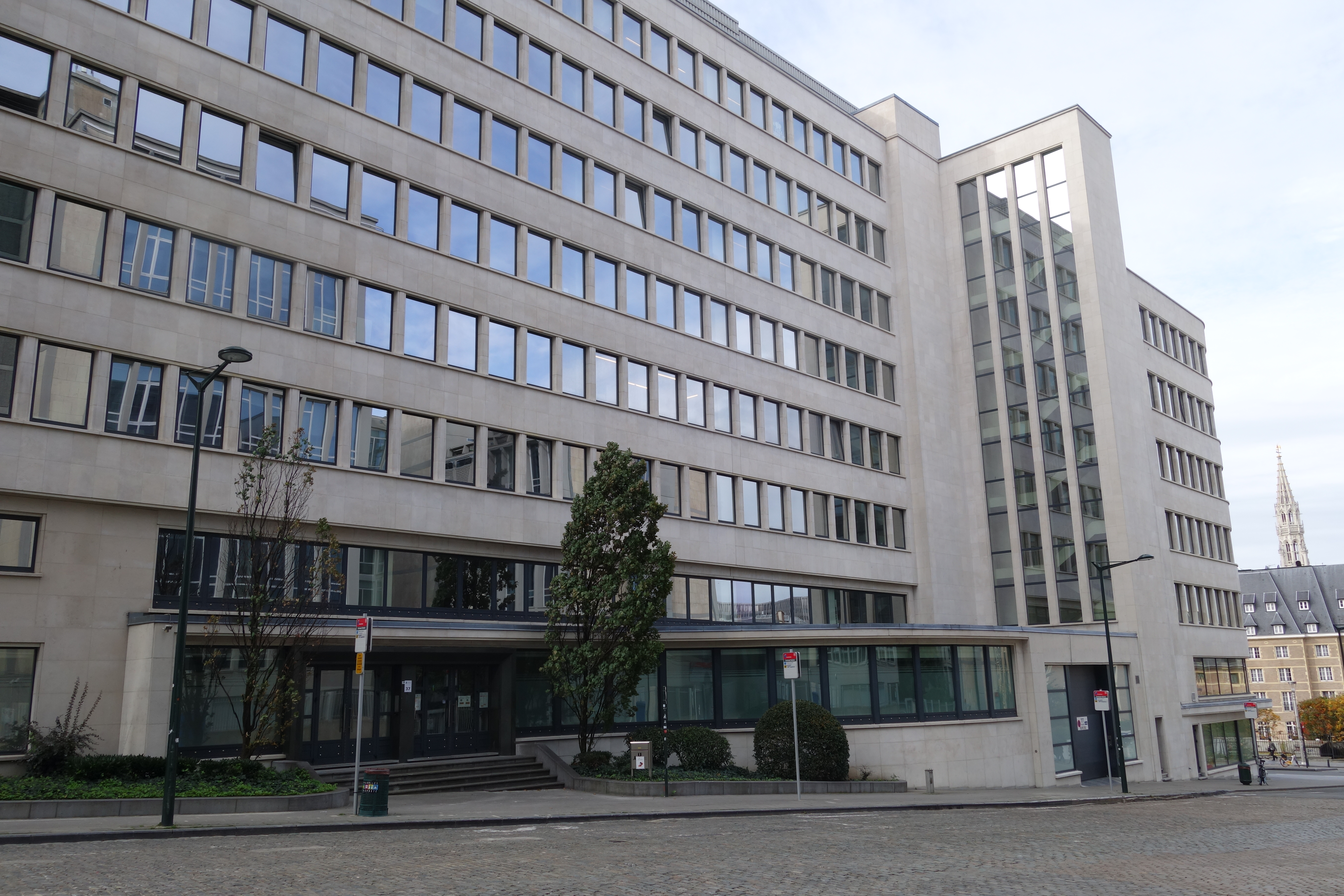